# Григориј Бутаков
Григориј Бутаков (27. септембар 1820 – 31. мај 1882) је био руски адмирал.

## Каријера
По завршетку Поморске кадетске школе, служио је 1836. на Балтичком, а од 1838. године и на Црном мору. Четири године је вршио хидрографска премеравања и први је дао навигацијски опис Црног мора. У Кримском рату, истакао се у одбрани Севастопоља као командант брода. Командовао је луком Николајев (1856), а затим је био поморски изасланик у Британији, Француској и Италији. Командовао је (1866–7) ескадром оклопних бродова на Балтику. Реорганизовао је и усавршио тактику парних бродова.